# Делта на Дунав
Делтата на Дунав е най-голямата делта в Европа, ако не броим делтата на Волга. Площта ѝ е 3446 km². Тенденцията е площта ѝ да се увеличава всяка година с 40 m² морски наноси.
Основно делтата е разположена на територията на Северна Добруджа в Румъния. От 1991 г. е част от световното природно наследство на ЮНЕСКО.

## Физикогеографски характеристики
Дунавската делта е уникален природен феномен, биосферен свят с неповторимо по сила и трайност въздействие. Между Килийския и Георгиевския ръкав има площ 4340 km². Дълга е 75 и широка 65 км. Според справочника на Дунавската комисия от 1971 г., площта на делтата е близо 3500 km².
Дунавската делта е блатиста и осеяна с гъста мрежа от ръкави на реката и езера. Начало на делтата слага разделянето на Дунав на два основни ръкава – Килийски и Тулченски. Килийският ръкав протича през Одеска област, като по неговото протежение е образуван отделен украински биосферен резерват. Тулченският от своя страна, на 17 км по-надолу по течението, се разделя също на два ръкава – Георгиевски и Сулински, които се вливат поотделно в Черно море.
Заради застрашеността на дунавската делта от унищожаване са изградени два корабоплавателни канала, които я заобикалят – румънски и украински. Целта е да се опази уникалният биосферен резерват и природа в делтата на Дунав, които са включени в списъка на световното културно и природно наследство на ЮНЕСКО.

## Флора и фауна
Една трета от делтата е суха земя образувана от речни наноси. Най-много тиня реката носи по Килийския ръкав, затова в този участък делтата навлиза в морето по 7 – 8 метра годишно. Върху сушата, на която се пада една трета от делтата са двата участъка Летя и Караорман (от турски: черна гора). Това е своеобразна дунавска джунгла с над 50 вида дървета и храсти, обвити с лиани, хмел и шипка. Тук гнездят соколи, морски безопашати орли, дроздове и славеи и се въдят лисици, зайци, еноти, рисове и дори глигани и вълци, а във водата видри, норки, ондатри.
От дърветата най-разпространени са бяла топола, бяла и пурпурна ива, дъб, липа. Един горски кът се нарича Валя Нукарилор – долина на орехите. Географията на делтата вълнува като поезия, защото цифрите надминават и най-богатото въображение. Приказното ветрило е най-младата суша в Европа и най-голямата площ на земята, покрита с тръстика. Румънският биолог Григоре Антипа е преброил в „този рай на птиците и рибите“ 91 вида риба. По-късно тук е установено местообитанието на 110 вида риба, от които 36 са уникални.
В Дунавската делта се лови половината от рибата в Румъния. Особено ценни са есетровите риби – есетра, моруна, пъструга, чига. От моруната се вади скъпият световен деликатес – черен хайвер. Румъния и Русия са главните износители на хайвера. Между другите видове риба, срещащи се тук, са шаран, сом, щука, бяла риба, вретенарка, лин, червеноперка, косат, костур и много други. Между ръкавите Сулински и Свети Георги (Георгиевски) се намира най-просторният плаж в Румъния, който е дълъг 30 км и широк 20 км.
Дунавската делта е рай за пернатия дивеч. Никъде другаде по света няма събрани на такава площ 250 вида птици. От тях 180 са европейски, а 70 вида – прелетни, които идват от Африка и Азия, и по-точно от Египет, Судан, Иран и Индия. Делтата се пресича от 45-ия паралел северна ширина, което е точно на половината от разстоянието между Северния полюс и екватора. Това е естествена среда за гнездене на птиците, и база за почивка на други пернати във възела на пет въздушни прелетни пътя: Понтийски, Сарматски, Кавказки, Европейски и Карпатски. За много птици делтата е „депо“ служи за попълване на хранителни запаси, за възвръщане на силите, за почивка, за хоспитализиране на болни и ранени, приют на застарелите, чийто трупове по-късно ще станат храна за лешоядите.
Камъшевото славейче е дребна птичка, обитаваща делтата, притежаващо мощен глас. Птиците гнездят в камъша на грундурите, на плавуците, върху самата вода или на листата на лилиите. В кътчето, наречено Върлина, гнездят лебеди, а в езерата Лумина и Рошу има гнезда на пеликани и чапли. Кормораните са заели удобни места в местностите Пърдина, Кришан и Махмудия. Навсякъде се срещат диви патици, саблеклюни, рибари, ибиси, щъркели и чапли.
В резервата на делтата има площи, в които водата е гъсто покрита с листа и цветове на бели и жълти лилии, създаващи впечатление не за водно пространство, а за ливада. Усещането от свистенето на вятъра в тръбите на тръстиките, пурпурните залези, птичия глъч, рибарските керхани (рибарски бази), лодките, мрежите и самите рибари с дълги бради и сламени шапки, създават впечатление за приказка. Вятърните мелници в периферията на делтата бележат нейния край.

Дунавската делта е прекрасно природно творение, своеобразен тържествен финал на Дунава преди неговия край. Това е впечатлението за делтата, но да се опише видяното е трудно. Шведският писател Пер Олаф Екстрьом, голям познавач на делтата, пише за нея: 
| „ | Да се опише е невъзможно. Идете и я вижте със свои очи. Съставете си собствена представа. Това е единствения изход. | “ |

## Екология и природно равновесие
Замърсяването на Дунав, отпадъците и затоплянето на водата при охлаждане на реакторите на атомните централи по реката (АЕЦ „Козлодуй“ и АЕЦ „Черна вода“), оказва неблагоприятно въздействие върху огромното рибно богатство на делтата, което от година на година намалява.

## История
Преди няколко хилядолетия територията на сегашната делта е представлявала плитък черноморски залив. На римските карти отпреди 2000 години град Егискус (днес Тулча) е отбелязан съвсем близо до Черно море, а днес е на 70 км от морето. Така е било по времето, когато в Томис е изпратен на доживотно заточение римският поет Овидий – певецът на нежните страсти. По тези места той пише своите „Писма от Понт“.
Херодот и Полибий съставили географски карти на трите ръкава, а Клавдий Птоломей през II век – карта с географски координати, която служела на лоцманите от гръцкото търговско пристанище Истър, важна търговска колония в делтата. Страбон говори за седем устия на Дунав, най-голямото от които служило за пътуване нагоре. Остров Певки (Певка) при Дунавската делта е свързан с победата на тракийското племе Гети над Александър Македонски и с основаването на България от южната страна на Дунав след победата на хан Аспарух в битката при Онгъла станала в този район.
На устието на Дунава българите издигат средновековната крепост Селина (дн. Сулина), която контролира черноморското крайбрежие и Дунав до падането под османска власт.

## Особености
Делтите получили своето название от гръцката буква „делта“, се образуват при вливането на реките в моретата, в които няма приливи и отливи, отнасящи своеобразните „дарове“ на реката в големия воден басейн. Водата на Черно море има по-голяма плътност от дунавската – обстоятелство, което улеснява отлагането на наносите. Дунавската делта е обсадена от водата на опреснените лагуни – Галовица, Синьо, Змеица, Дранов, Бабадаг и най-голямата – Разим. Самата делта е осеяна от много езера, като Фуртина, Горгова, Исаков, Лумина, Лупу, Рошу, и от много речни канали. Водата в делтата властва и над сушата при пролетното пълноводие, като по този начин се създава един пейзаж в движение и изменение, лабиринт от ръкави, които отвеждат до свободни площи с огледална повърхност. Те прехождат в джунгли от тръстикови масиви, върби с брадати дънери, ерики, плавури, рибарски керхани – терминология от самата делта, от речника на местните рибари, повечето от които полиглоти.